# Tomasz Szarek (matematyk)
Tomasz Zachary Szarek – polski matematyk, doktor habilitowany nauk ścisłych i przyrodniczych, adiunkt Uniwersytetu Wrocławskiego, specjalista od analizy harmonicznej.

## Kariera naukowa
W 2011 roku na Politechnice Wrocławskiej uzyskał tytuł magistra inżyniera matematyki. W 2015 roku w Instytucie Matematycznym Polskiej Akademii Nauk uzyskał stopień doktora nauk matematycznych w zakresie matematyki na podstawie rozprawy pt. Operatory Calderóna-Zygmunda w analizie harmonicznej klasycznych rozwinięć ortogonalnych, której promotorem był prof. Adam Nowak. W latach 2015–2018 pracował w tymże instytucie. W 2018 roku został zatrudniony na Uniwersytecie Wrocławskim, gdzie w 2023 roku uzyskał stopień doktora habilitowanego nauk ścisłych i przyrodniczych w dyscyplinie matematyki na podstawie pracy pt. Analiza sferyczna, operatory maksymalne i ostre oszacowania dla półgrup ciepła.